# Seiichi Itō
Seiichi Itō (伊藤 整一 Itō Seiichi?,  26 de julio de 1890-7 de abril de 1945) fue un vicealmirante japonés de la Armada Imperial Japonesa durante la Segunda Guerra Mundial.

## Biografía
Nació en Takata (Miyama desde 2007), prefectura de Fukuoka. Se graduó en la 39.ª promoción de la Academia Naval Imperial Japonesa en 1911, graduándose el 15.º de una clase de 148 cadetes. Sirvió como guardiamarina en el crucero Aso y el acorazado Aki.
Su ascenso en las filas fue regular y rápido: alférez el 1 de diciembre de 1912; subteniente el 1 de diciembre de 1914; y teniente el 1 de diciembre de 1917. Retornó a la Escuela de Guerra Naval en 1923, graduándose el 21.º de su clase como teniente comandante. 
Visitó los Estados Unidos desde mayo a diciembre de 1927, y fue ascendido a comandante a su regreso. Ascendió a capitán el 1 de diciembre de 1931 y fue asignado como agregado naval a Manchukuo desde marzo de 1932 hasta noviembre de 1933. Al igual que el almirante Isoroku Yamamoto, Itō era muy consciente de la disparidad de recursos e industria entre los Estados Unidos y Japón. Fue además un destacado defensor de mantener buenas relaciones con los Estados Unidos.

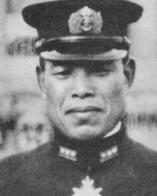
Itō en 1931-37.

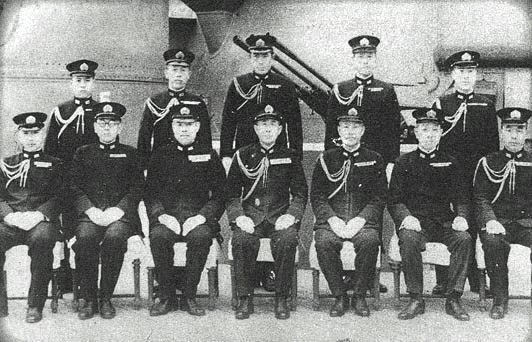
Seiichi Ito, tercero desde la izquierda junto a sus oficiales del Yamato (5 de abril de 1945)

En noviembre de 1933 se le asignó su primer destino: el crucero ligero Kiso. Dos años después, en 1935, fue reasignado al mando del crucero pesado Mogami y en abril de 1936, al del Atago. En diciembre, se le asignó el mando del acorazado Haruna.
Ascendió a contraalmirante en noviembre de 1938 y fue asignado como jefe de Estado Mayor de la 2.ª Flota. Dos años después asumió el mando de la 8.ª División de Cruceros hasta noviembre de 1940, siendo asignado como jefe de Estado Mayor de la Flota Combinada en abril de 1941. En septiembre asumió el cargo de subjefe del Estado Mayor General de la Armada; en octubre fue promovido a vicealmirante.

### Segunda Guerra Mundial
Itō fue puesto al mando de la 2.ª Flota en aguas del mar Interior de Seto en diciembre de 1944. En los últimos meses de la guerra, Itō mandó la última gran ofensiva de la Armada: la Operación Ten-Gō. En dicha operación, llevada a cabo en abril de 1945, lideró al acorazado Yamato en su última salida acompañado del crucero ligero Yahagi y ocho destructores como escolta, en un intento de destruir las fuerzas navales de EE. UU., cerca de Okinawa. En la operación cuatro destructores fueron destruidos, junto con el Yahagi y el propio Yamato, en el que Itō se encontraba.
Como homenaje, Itō fue ascendido póstumamente a almirante. Diez días después de su muerte, su único hijo murió como kamikaze cerca de Okinawa.

## En el Séptimo Arte
| Año  | Película              | Actor          |
| ---- | --------------------- | -------------- |
| 2005 | Otoko-tachi no Yamato | Tetsuya Watari |